# Emmy Internacional 1992
A 20.ª cerimônia de entrega dos International Emmys (ou Emmy Internacional 1992) aconteceu em 23 de novembro de 1992, no Hotel Sheraton New York Times Square na cidade de Nova York. A cerimônia foi transmitida nos Estados Unidos pela rede PBS e em mais de 20 países.

## Cerimônia
Os indicados para a 20ª edição dos Emmys internacionais foram selecionados por um painel internacional de jurados da indústria televisiva. Mais de 250 programas foram escritos para a premiação. O Reino Unido obteve oito indicações, um número considerado baixo se comparado com edições anteriores, seguido pelo Canadá com sete menções. Os vencedores foram anunciados em 23 de novembro de 1992, no Hotel Sheraton New York Times Square. A Academia Internacional premiou com o Directorate Award o italiano Silvio Berlusconi e o Bill Cosby com o Founders Award.

## Transmissão
A cerimônia foi produzido por Joe Cates, e transmitida em mais de 20 países; e nos Estados Unidos pela rede PBS.

## Resumo
Múltiplas vitórias por país
| N.º de vitórias | País        |
| --------------- | ----------- |
| 4               | Reino Unido |
| 2               | Canadá      |

## Vencedores
| Melhor Série de Drama | Melhor Programa de Artes Populares |
| --- | --- |
| - A Dangerous Man: Lawrence After Arabia - () (Anglia Films/Sands Films/WNET) - Brides of Christ - () (ABC) - A Sense of History - () (Channel 4)  | - Drop the Dead Donkey - () (Channel 4) - Red Dwarf V: The Inquisitor - () (Grant Naylor Prods.) - Brian Orser: Night Moves - () (CBC) |
| Melhor Documentário de Artes | Melhor Documentário |
| - Jose Carreras: A Life Story - () (LWT/ITV) - Arena: The Incredible Case of Comrade Rockstar - () (BBC) - Threads of Hope - () (Canamedia Prods.) | - To Sell a War - () (CBC) - Inside Story: The Nightrider - () (BBC) - Kwai - () (France 2)                                            |
| Melhor Performance Artística | Melhor Programa infanto-juvenil |
| - Pictures On The Edge - () (CBC) - Canadian Brass: Home Movies - () (CBC) - Na Floresta - () (CBC)                                                | - Sorrow: The Nazi Legacy - () (Lidingö Filmpoint) - Beat That: Hairdressing - () (Channel 4) - Alligator Pie - () (CBC)               |